# 法尔克 (姓氏)
法尔克（荷蘭語：Valk）是一个荷兰语姓氏。它在荷兰语中的意思是“隼”，并且可以被转喻为鹰猎者。截至2007年，共有4380名荷兰人以法尔克为姓氏。

## 地域分布
在荷兰，该姓氏在以下省份的出现频率高于全国平均水平（每3,165人中有1人）： 
1. 上艾瑟尔（每1,950人中有1人）
2. 南荷兰（每2,187人中有1人）
3. 弗里斯兰（每2,277人中有1人）
4. 北荷兰（每3,163人中有1人）

## 以此为姓者
- 马茨·法尔克（1996年），荷兰魔方速解专家